# Socofe
Socofe is een Belgische investeringsmaatschappij. Het is het investeringsvehikel van de openbare besturen van het Waals Gewest. Het is eigendom van verschillende Waalse intercommunales die vooral actief zijn in de energiesector.

## Geschiedenis
Bij de oprichting van Socofe waren openbare besturen van Henegouwen en Luik aandeelhouder van het investeringsvehikel. Toen Socofe in 2000 een naamloze vennootschap werd, hadden Dexia Bank België, SRIW, Auxipar, Omob (later Ethias) en P&V Verzekeringen zich bij de aandeelhouders aangesloten.
In 2011 nam Tecteo (later Publifin en Enodia) de intercommunale Association Liégeoise du Gaz (ALG) over. Hierdoor steeg het belang van Tecteo in Socofe tot 32,37%. Tevens werden de aandelen van Ethias in het kader van een reorganisatie van de Ethias-groep aan Ethias Gemeen Recht overgedragen.
In 2013 verwierf IPFH in het kader van een fusie door overneming 100% van de aandelen van CHF. Daarmee steeg het belang van IPFH in Socofe tot 14,18%.
In 2014 wijzigde de structuur van de Nethys-groep naar drie niveaus: Publifin (Luikse holding, later Enodi), Finanpart (regionale holding) en Nethys (operationele vennootschap). Deze laatste houdt sindsdien de aandelen van Socofe aan.
In 2019 splitste intercommunale Association Intercommunale d'Etude et d'Exploitation d'Electricite et de Gaz (AIEG). Sindsdien zijn de aandelen van de intercommunale ondergebracht in Trans&Wall. Naar aanleiding van de consolidatie van de Waalse deelnemingen van Publi-T en Publigaz ruilden IPFH en Idefin hun aandelen in deze twee holdings om voor nieuwe Socofe-aandelen. Bij deze gelegenheid verwierven ook twee nieuwe intercommunales, IEG en SOFILUX, een belang in Socofe.
In 2020 trok distributienetbeheerder Association Intercommunale d'Electricité du Sud du Hainaut (AIESH) zich terug uit het aandeelhouderschap. De aandelen werden overgenomen door de overige B-aandeelhouders.
Verschillende aandeelhouders wijzigden doorheen de jaren van naam: Dexia Bank België werd Belfius Bank in 2012, Ethias Gemeen Recht werd  EthiasCo in 2017, Meusinvest werd Noshaq in 2019 Auxipar werd Capline in 2020 en IPFH werd Ceneo in 2021.

## Activiteiten
Socofe is actief in de energie, het milieu, afvalbeheer, de vernieuwbare energie, water en IT. Socofe is zelf aandeelhouder van onder andere:
- elektriciteitsproducent Luminus (vroeger SPE,
- Publigas (referentieaandeelhouder van gasnetbeheerder Fluxys),
- waterzuiveraar SPGE (Société Publique de Gestion de l'Eau),
- Publi-T (referentieaandeelhouder van stroomnetbeheerder Elia),
- windparkontwikkelaar C-Power,
- windparkbeheerder Otary,
- Estor-Lux (publiek-privaat consortium dat batterijparken bouwt).

## Aandeelhouders
| Aandeelhouder      | Belang     | Opmerking                                                                                         |
| Aandelen A         | Aandelen A | Aandelen A                                                                                        |
| ------------------ | ---------- | ------------------------------------------------------------------------------------------------- |
| NEB Participations | 20,65%     | dochteronderneming van Nethys                                                                     |
| Nethys             | 25,35%     | operationele vennootschap van Enodia                                                              |
| Aandelen B         |            |                                                                                                   |
| Ceneo              | 23,49%     | vroeger Intercommunale pure de financement du Hainaut (IPFH)                                      |
| Finimo             | 1,12%      | gemeente Verviers                                                                                 |
| Idea               | 0,27%      | Intercommunale de Développement Economique et d'Aménagement du Coeur du Hainaut                   |
| Idefin             | 2,68%      | Intercommunale pure d'Électricité, de Gaz et de Télécommunication (provincie Namen)               |
| IEG                | 0,44%      | Intercommunale d'Etude et de Gestion (gemeenten Moeskroen, Komen-Waasten en Estaimpuis)           |
| IPFBW              | 4,10%      | Intercommunale pure de financement du Brabant wallon (provincie Waals-Brabant)                    |
| Sofilux            | 1,35%      | Intercommunale pure de financement pour la province de Luxembourg (provincie Luxemburg)           |
| Trans&Wall         | 1,11%      | onderdeel van Association Intercommunale d'Etude et d'Exploitation d'Electricite et de Gaz (AIEG) |
| Stad Waver         | 0,12%      |                                                                                                   |
| Aandelen C         |            |                                                                                                   |
| Belfius Bank       | 3,84%      | vroeger Dexia Bank België                                                                         |
| Capline            | 1,74%      | vroeger Auxipar                                                                                   |
| EthiasCo           | 3,84%      | vroeger Ethias Gemeen Recht                                                                       |
| Noshaq             | 2,22%      | vroeger Meusinvest                                                                                |
| P&V Verzekeringen  | 3,49%      |                                                                                                   |
| WE                 | 4,20%      |                                                                                                   |